# Kap-Kig-Iwan Provincial Park
Kap-Kig-Iwan Provincial Park är en park i Kanada.   Den ligger i provinsen Ontario, i den sydöstra delen av landet, 400 km nordväst om huvudstaden Ottawa. Kap-Kig-Iwan Provincial Park ligger 240 meter över havet.
Terrängen runt Kap-Kig-Iwan Provincial Park är platt. Runt Kap-Kig-Iwan Provincial Park är det glesbefolkat, med 13 invånare per kvadratkilometer.. Närmaste större samhälle är Englehart, 2,2 km nordost om Kap-Kig-Iwan Provincial Park. 
Omgivningarna runt Kap-Kig-Iwan Provincial Park är en mosaik av jordbruksmark och naturlig växtlighet.